# Wilhelm Braeucker
 Wilhelm Braeucker (* 28. März 1886 in Barmen; † nach 1958) war ein deutscher Chirurg und Hochschullehrer an der Universität Hamburg.

## Leben
Braeucker legte 1904 das Abitur am Realgymnasium Barmen ab, studierte dann Philosophie, Französisch und Germanistik in Bonn, Marburg, Paris, Berlin und Münster/W. Er gehörte der Burschenschaft Sugambria Bonn im ADB an. In Münster legte er 1909 das I. Staatsexamen ab und arbeitete als Lehrer bis zum Kriegsausbruch 1914 in Saarlouis und Lennep. Während des Weltkriegs promovierte er an der LMU München 1917 zum Dr. phil mit einer Arbeit über Eugenik. Danach studierte er Medizin und promovierte 1922 an der Universität Jena zum Dr. med. 
Danach arbeitete er im Universitätsklinikum Hamburg-Eppendorf und wurde ao. Professor in der Chirurgie. 
Im November 1933 unterzeichnete er das Bekenntnis der deutschen Professoren zu Adolf Hitler. Er trat zum 1. Mai 1933 der NSDAP bei (Mitgliedsnummer 3.029.898) und war ab 1937 Sturmbannarzt der SA.
Unter dem Leiter der Chirurgie Paul Sudeck stritten die Oberärzte Braeucker und Wilhelm Rieder um ihre Einflussbereiche.

## Schriften
- Die Entstehung der Eugenik in England. 1917 (= Münchner phil. Dissertation)
- Die Nerven der Schilddrüse und der Epithelkörperchen. Jena 1922
- Die Nerven des Thymus. 1923
- Die experimentelle Erzeugung des Bronchialasthmas und seine operative Beseitigung, 1925
- Das Wesen und die Behandlung der Neuromerkrankung. 1934
- als Bearbeiter in H. F. O. Haberland (Hrsg.): Die Differentialdiagnose chirurgischer Erkrankungen einschließlich der Grenzgebiete mit therapeutischen Hinweisen. Bearbeitet von Wilhelm Braeucker, H. F. O. Haberland, H. Klose und M. zur Verth. Walter de Gruyter & Co., Berlin 1935.
- Die konservative Neuraltherapie am Kopf. 1951
- Die Heilerfolge der gezielten neuroregulatorischen Sympathicus-Therapie. Ulm 1958